# Aloe bruynsii
Aloe bruynsii é uma espécie de liliopsida do gênero Aloe, pertencente à família Asphodelaceae.